# Лассерр-Прадер
Лассерр-Прадер (фр. Lasserre-Pradère) — муніципалітет у Франції, у регіоні Окситанія, департамент Верхня Гаронна. Лассерр-Прадер утворено 1-1-2018 шляхом злиття муніципалітетів Лассерр i Прадер-ле-Бургетс. Адміністративним центром муніципалітету є Лассерр. Населення — 1606 осіб (01.01.2021).